# Garibaldifisch
Der Garibaldifisch (Hypsypops rubicundus) ist die größte Art der Riffbarsche (Pomacentridae). Er ist die einzige Art der Gattung Hypsypops und steht in den USA unter Naturschutz. Seine nächsten Verwandten ist die Gattung Parma aus dem südwestlichen Pazifik.

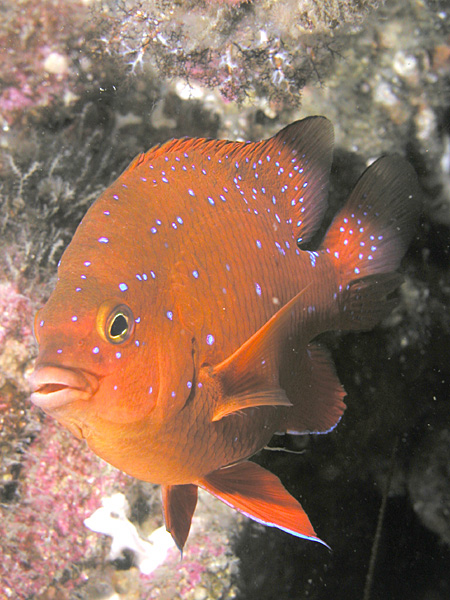
Jungfisch

## Verbreitung
Garibaldifische leben in den kühlen Gewässern der Tangwälder und an Felsküsten des östlichen Pazifik von Monterey bis nach Niederkalifornien und der Insel Guadalupe in Tiefen bis 30 Meter.

## Aussehen
Sie sind hochrückige, leuchtend orange gefärbte Tiere. Sie werden ca. 30 Zentimeter lang. Die Jungfische sind noch nicht so hochrückig und sind, bei hellroter Grundfarbe, blau gefleckt.

## Namen
Der Garibaldifisch ist benannt nach dem italienischen Freiheitskämpfer Garibaldi und seinen „Rothemden“ von 1860. 
Hypsypops ist ein Kunstwort mit komischer Qualität (kreiert von Theodore Nicholas Gill 1861), zusammengesetzt aus griechisch hyps- „hoch“, [h]yp[o] „unter“ und ops „Auge“ (hypopion „Wange“, „Gesicht“), also mit der Bedeutung „(Fisch) mit hohen Wangen“. Lateinisch rubicundus bedeutet „hellrot, hochrot“.